# 瓦夫勒尚苏德南
瓦夫勒尚苏德南（法語：Wavrechain-sous-Denain，法語發音：[wavʁəʃɛ̃ su dənɛ̃]，意为“德南下方的瓦夫勒尚”）是法国上法蘭西大區北部省的一个市镇，属于瓦朗谢讷区。

## 地理
瓦夫勒尚苏德南（50°19'51"N, 3°24'54"E）面积2.37 平方千米，位于法国上法蘭西大區北部省，该省份为法国最北部的省份及最长的省份，西北濒北海，西接加来海峡省，南至埃纳省和索姆省，东与比利时接壤。
与瓦夫勒尚苏德南接壤的市镇（或旧市镇、城区）包括：瓦西、德南、欧尔尚、埃兰、鲁维尼。

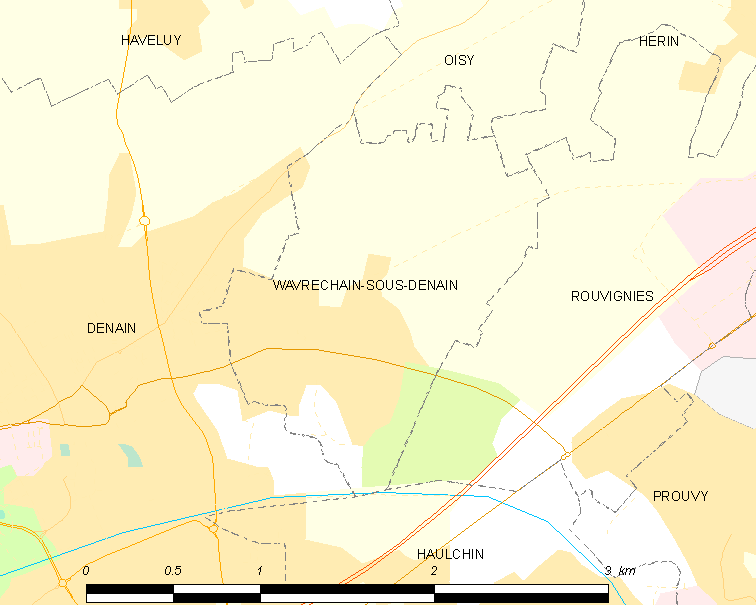
瓦夫勒尚苏德南的OSM定位图

瓦夫勒尚苏德南的时区为UTC+01:00、UTC+02:00（夏令时）。

## 行政
瓦夫勒尚苏德南的邮政编码为59220，INSEE市镇编码为59651。

## 政治
瓦夫勒尚苏德南所属的省级选区为德南县。

## 人口

1962-2008年间瓦夫勒尚苏德南人口变化图示

瓦夫勒尚苏德南于2022年1月1日时的人口数量为1606人。